# Dojó
Dojó (japonsky 土曜海山, anglicky Doyo Seamount) je čedičovo-andezitová podmořská kaldera, nacházející se v Tichém oceánu 860 m pod hladinou moře, se základnou v hloubce až 2340 m. Rozměry kaldery jsou 3×10 km. Od roku 1990 je kaldera překlasifikována na aktivní díky pozorované fumarolické a hydrotermální aktivitě.